# 惠休
惠休（生卒年不詳），南朝宋詩人。本姓湯，早年為僧，稱“惠休上人”，鍾嶸《詩品》作“齊惠休上人”，因此推测可能卒於南朝齊之初。善屬文，徐湛之和他很有交情，南朝宋世祖劉駿命使還俗。位至楊州從事。
惠休的詩風華美流暢，在南朝宋齊間頗有影響，甚至和鲍照並稱“休鮑”，然而其成就實不足與鮑照相比较。其詩今存11首，以《怨詩行》最為著名，江淹的《雜體詩三十首》中的《休上人別怨》就是拟这位惠休上人的《怨詩行》所作。其詩作受“吳聲”、“西曲”及《白歌》影響，多寫兒女私情。所以同時代的顏延之评论他是“委巷中歌謠”；鍾嶸《詩品》更直接斥為“淫靡”。其實他的作品虽然筆力較纖弱，但卻并没有不健康的內容。